# Škoda 109E

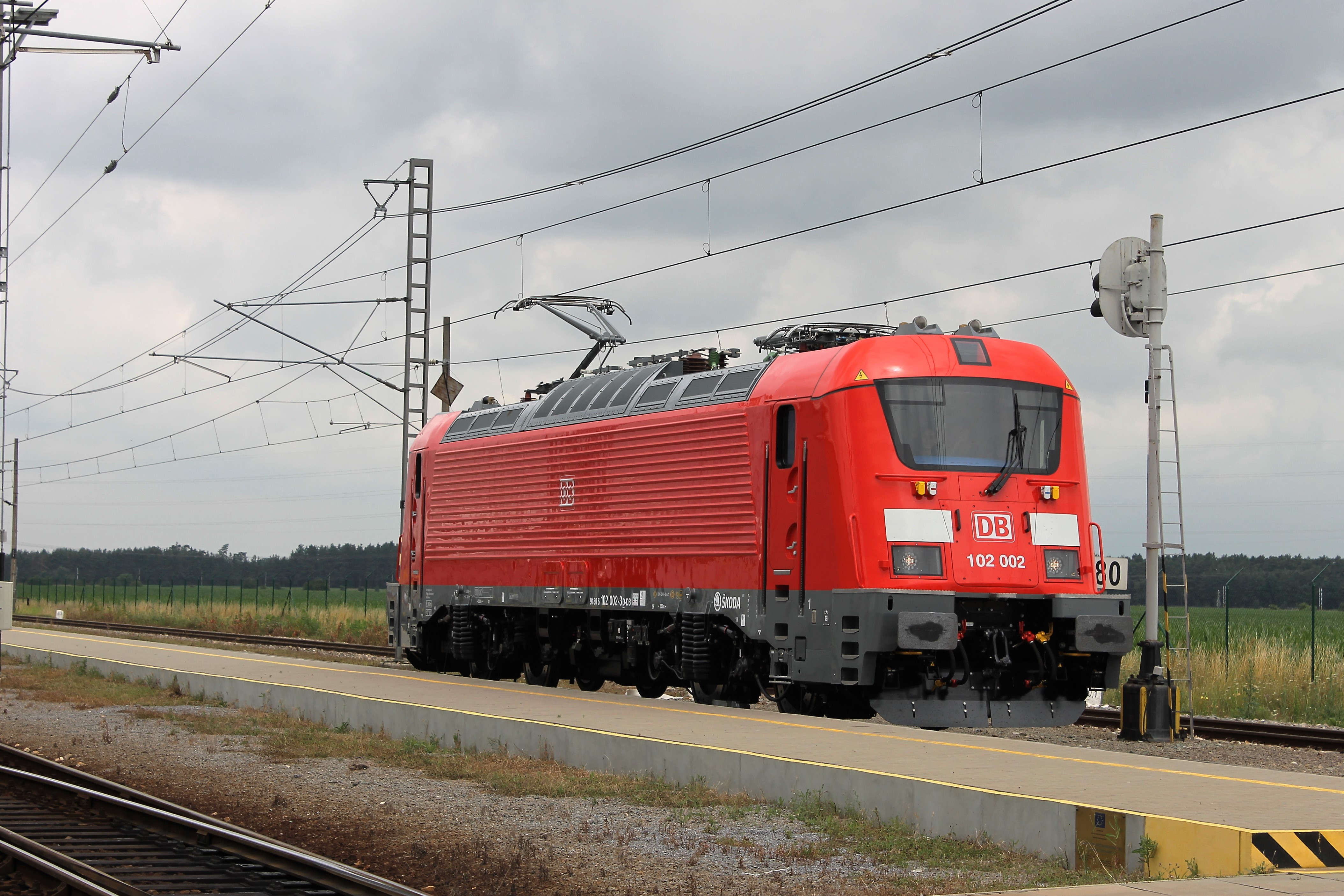
Lokomotiva řady 102 DB Regio

Škoda 109E (obchodní název Emil Zátopek) je elektrická lokomotiva vyráběná plzeňskou firmou Škoda Transportation. Provozují ji České dráhy a Železničná spoločnosť Slovensko, objednal si ji také německý dopravce DB Regio. Výroba probíhá od roku 2008. Celkový počet dosud vyrobených kusů je 28.

## Verze

### České dráhy
V roce 2004 si České dráhy objednaly celkem 20 třísystémových lokomotiv továrního typu 109E1, které jsou označeny řadou 380. První třísystémová lokomotiva byla dodána roku 2009, následoval zkušební provoz. V Česku provádí vozbu vlaků osobní přepravy na dálkových tratích.

### Železničná spoločnosť Slovensko
Železničná spoločnosť Slovensko zakoupila v roce 2011 dvě třísystémové lokomotivy továrního typu 109E2, které byly na Slovensku označeny řadou 381. Maximální rychlost je omezena na 160 km/h. Obě lokomotivy jsou upraveny pro provoz vratných souprav s řídicími vozy.

### DB Regio
V roce 2013 byla podepsaná smlouva na dodání 6 vlakových souprav (1 řídící vůz + 5 vagónů + 1 lokomotiva, tovární typ 109E3). Oproti strojům ČD a ZSSK půjde pouze o jednosystémovou lokomotivu. Lokomotivy jsou označeny řadou 102. Soupravy jsou nasazeny na trať Norimberk–Ingolstadt–Mnichov, na takzvaný NIM express.

## Reference

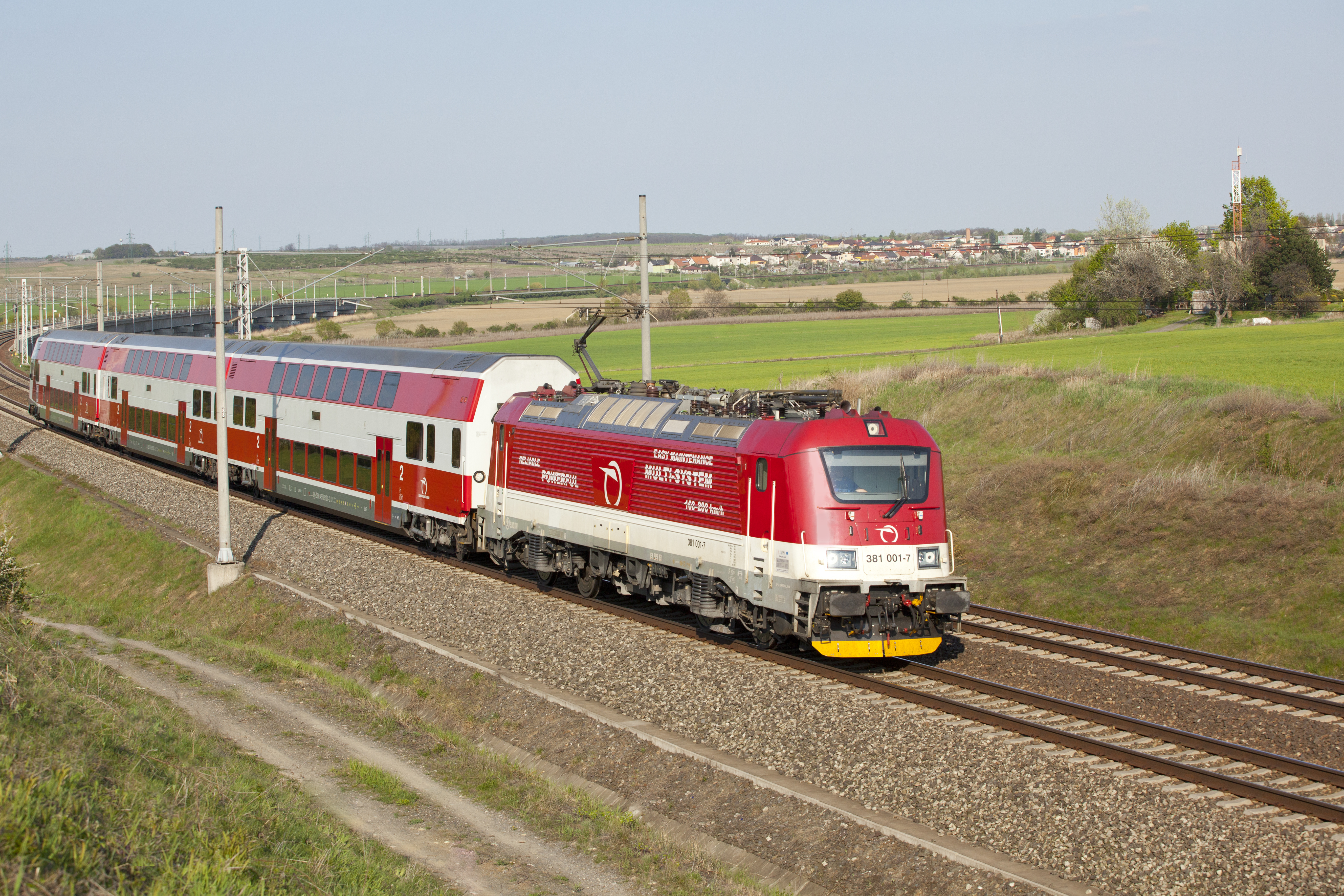
Lokomotiva řady 381 ZSSK